# Disney Fairies: I giochi della Radura Incantata
Disney Fairies - I giochi della Radura Incantata (Pixie Hollow Games) è uno special televisivo del 2011 basato sul franchise Disney Fairies e prodotto dalla DisneyToon Studios. Inizialmente doveva essere l'ultimo dei cinque film in 3D su Trilli, destinati al mercato dell'home video e doveva intitolarsi Tinker Bell: Race through the Seasons ed essere pubblicato nel 2012. Tuttavia, il film è stato riprogettato come special televisivo e la sua uscita è stata anticipata. A differenza dei film precedenti, il personaggio di Trilli non ha un ruolo predominante rispetto alle altre fate protagoniste.

## Trama
Trilli e le sue amiche Fate si riuniscono per gareggiare nei Giochi della Radura Incantata – un incredibile spettacolo sportivo mozzafiato pieno di sfilate fatate, fantastici eventi e divertenti sorprese.
Ma quando Rosetta e la nuova arrivata Chloe si prefiggono di spezzare la leggendaria serie di sconfitte delle Fate del giardino, il campione in carica spinge le fatine a intensificare la sfida dando vita ad una delle gare più emozionanti e sensazionali di tutti i tempi. Ora il team delle Fate del Giardino dovrà mettercela tutta se ha intenzione di porre fine alla sua serie di sconfitte.

## Doppiaggio

### doppiatori originali
- Megan Hilty: Rosetta
- Brenda Song: Chloe
- Jason Dolley: Rombo
- Tiffany Thornton: Favilla
- Mae Whitman: Trilli
- Lucy Liu: Argentea
- Raven-Symoné: Iridessa
- Angela Bartys: Daina
- Pamea Adlon: Vidia
- Jesse McCartney: Terence
- Jeff Bennett: Clank / Fairy Gary
- Rob Paulsen: Bloblò / Buck
- Anjelica Huston: Regina Clarion
- Jane Horrocks: Fairy Mary
- Zendaya: Fern
- Kari Wahlgren: Ivy / Zephyr
- Dan Curtis Lee: Starter Sparrowman
- Jessica DiCiccio: Lilac / Lumina

### doppiatori italiani
- Perla Liberatori: Rosetta
- Alessio De Filippis: Rombo
- Joy Saltarelli: Trilli
- Federica De Bortoli: Argentea
- Tatiana Dessi: Iridessa
- Domitilla D'Amico: Daina
- Laura Cosenza: Vidia
- Luigi Morville: Terence
- Luca Bizzarri: Clank
- Bruno Alessandro: Fairy Gary
- Antonella Giannini: Regina Clarion
- Paola Giannetti: Fairy Mary